# 信号山（青大附院）站
信号山（青大附院）站，位于中华人民共和国山东省青岛市市南区江苏路与沂水路、龙口路交叉口地下，是青岛地铁4号线的地铁车站，2022年12月26日启用。车站邻近信号山公园、青岛大学附属医院、青岛市实验小学、胶澳总督府旧址。

## 车站构造
本站为地下两层岛式车站，总长225米，最大埋深29.13米，标准断面宽度21.5米，站台宽11.0米，共设置4个出入口、2组风亭、2个紧急疏散口。
本站主体结构采用暗挖法施工，附属结构则采用明挖结合暗挖法施工。
站厅艺术墙以《光阴的故事》为题，用中国传统绘画散点透视的表现手法展现了基督教堂、青大附院、德国总督楼旧址博物馆等车站周边标志性建筑样态。
| G                 | 地面 | 出入口 |
| B1                | 站厅 | 客服中心、自动售票机、进出站闸机                                                                                    |
| B2                | 站台 | \| \| \| 4号线往人民会堂（終點站） \| \| 島式 · 開左邊车门 \| \| \| \| \| \| 4号线往大河东（观象山（市立医院）） \| |
| B2                |      | 4号线往人民会堂（終點站）                                                                                           |
| 島式 · 開左邊车门 |      | |
|                   |      | 4号线往大河东（观象山（市立医院））                                                                                 |